# 中南文化
中南红文化集团股份有限公司（深交所：002445，英文：Jiangyin Zhongnan Heavy Industries Co.,Ltd，简称中南文化），是中国深圳证券交易所的一家上市公司，主营业务为文化传媒和金属制造。
公司成立于2003年5月28日，原名“江阴江南管业设备成套有限公司”。2007年12月14日，更名为“江阴中南投资有限公司”。2008年1月21日，公司变更为股份有限公司，并更名为“江阴中南重工股份有限公司”。2010年7月13日，在深圳证券交易所中小板挂牌上市，证券简称为“中南重工”。
2016年5月，公司名称由“江阴中南重工股份有限公司”变更为中南红文化集团股份有限公司，证券简称由“中南重工”变更为“中南文化”。
2016年，公司实现营业收入13.40亿元人民币，净利润2.29亿元人民币。2021年，公司实现营业收入4.82亿元人民币，净利润2.07亿元人民币。